# Роберт — король Шотландии
«Роберт — король Шотландии» (англ. Robert the Bruce) — американский исторический фильм 2019 года режиссёра Ричарда Грея, рассказывающий о короле Шотландии Роберте I Брюсе (1306—1329). Главную роль в картине сыграл Ангус Макфадьен, прежде появлявшийся в этом образе в фильме «Храброе сердце».

## Сюжет
Основное действие фильма происходит зимой 1313 года в Хайленде. Претендент на шотландский трон Роберт Брюс, расправившись со сторонником англичан Джоном Комином «Рыжим», вероломно напавшим на него в феврале 1306 года в одной из церквей Дамфриса, собирает своих сторонников и поднимает восстание, короновавшись в Скуне. Он терпит поражение от войск Эдуарда II при Метвене и Дэрлае, распускает свою армию и скрывается в горах. Многие из бывших сторонников предают его, устроив на беглеца настоящую охоту ради объявленной награды.
Тяжело раненый стрелой одного из преследователей, Брюс сначала укрывается в пещере, а затем находит убежище в хижине вдовы одного из своих воинов Мораг. Её сын Скотт и племянники Карни и Айвер, искусные охотники и стрелки из лука, клянутся защитить короля, но на пути у них становится деверь Мораг — местный шериф Брандуб, жаждущий наживы. В тяжёлом бою с профессиональными взрослыми воинами подростки и едва вставший на ноги король с трудом одерживают верх, потеряв в схватке невесту Карни — дочь его учителя-кузнеца Бриану.
Покинув ущелье вместе со своими спасителями, Роберт Брюс, наконец, находит своих сторонников во главе с верным полководцем «Чёрным Дугласом». Он побеждает англичан при Бэннокберне (1314). Однако долгожданная корона достаётся ему дорогой ценой: вместе с сотнями зрелых воинов в битве погибает и 11-летний сын Мораг Скотт.

## В ролях
- Ангус Макфадьен — Роберт I Брюс
- Джаред Харрис — Джон III Комин
- Диэрмейд Мёрта — Джеймс Дуглас
- Дэниэл Портман — Ангус Макдональд
- Патрик Фьюгит — Уилл
- Анна Хатчисон — Мораг
- Гэбриэл Бейтман — Скотт
- Талита Бейтман — Айвер
- Брендон Лессард — Карни
- Эмма Кинни — Бриана
- Мелора Уолтерс — Илфа
- Джуда Нельсон — Хеймиш
- Зак Макгоуэн — Брандуб
- Кевин Макнелли — Шин

## Создание и оценки
Фильм был анонсирован в феврале 2018 года. Продюсером и исполнителем заглавной роли стал Ангус Макфадьен, который до этого уже играл Брюса — в фильме Мела Гибсона «Храброе сердце». В связи с этим «Роберта — короля Шотландии» иногда называют спин-оффом и сиквелом «Храброго сердца». Съёмки начались в феврале 2019 года. Чтобы показать суровую шотландскую зиму, съёмочная группа работала в американском штате Монтана, в долине реки Йеллоустон.
Премьера картины состоялась 23 июня 2019 года на Эдинбургском кинофестивале. 28 июня того же года фильм вышел в британский прокат, 24 апреля 2020 года он должен был выйти в ограниченный прокат в США, но из-за пандемии показ был отменён.
Критики оценили фильм невысоко. Так, на сайте-агрегаторе Rotten Tomatoes он получил рейтинг всего 44 %: рецензенты признали повествование слишком пресным и медленным и констатировали, что лучших намерений и отсылок к эпическим историческим событиям недостаточно для создания качественной картины.